# Чудовище в шкафу
«Чудовище в шкафу» (англ. Monster In The Closet) — кинофильм.

## Сюжет
Весь мир охвачен паникой. Объявился монстр, который убивает людей, вылезая из стенного шкафа. Все силы брошены на поимку монстра, который прыгает из шкафа в шкаф. Остается одно спасение: сломать, уничтожить, искоренить все шкафы в мире.

## В ролях
- Дональд Грант — Ричард Кларк
- Дениз ДюБарри — профессор Диана Беннет
- Клод Экинс — шериф Сэм Кечмен
- Ховард Дафф — отец Финнеган
- Генри Гибсон — доктор Пенневорт
- Дональд Моффет — генерал Турнбул
- Пол Дули — Рой
- Джон Кэррдайн — старик Джо Чемпер
- Джесси Уайт — Бен
- Фрэнк Эшмор — Скуп
- Кевин Питер Холл —
- Пол Уокер — профессор Беннетт

## Награды
Номинация на фестивале «Fantasporto» в 1990 году в категории лучший фильм.